# Parafia Najświętszego Serca Pana Jezusa w Górkach
Parafia Najświętszego Serca Pana Jezusa w Górkach – parafia rzymskokatolicka znajdująca się w diecezji tarnowskiej, w dekanacie Mielec Północ.
Obecny kościół parafialny został wybudowany w latach 1948–1949 według projektu architekta Andrzeja Krzyżanowskiego. Konsekracji świątyni dokonał bp Jan Stepa 19 listopada 1950 roku.
Proboszczem parafii do 2023 roku był ks. Kazimierz Skrzypek (obecnie rezydent). Od  2023 roku funkcję proboszcza pełni ks. Tomasz Starzec.
Do parafii należą wierni z miejscowości: Górki, Otałęż, Surowa, Wola Otałęska.  